# Артеага, Росалия
Лупе Росалия Артеага Серрано (исп. Lupe Rosalía Arteaga Serrano; род. 5 декабря 1956, Куэнка, Эквадор) — эквадорский политик. В течение двух дней (9—11 февраля 1997) — президент Эквадора. До этого (с 1996) и впоследствии (до 1998) — вице-президент Эквадора.

## Биография
В большую политику пришла в качестве местного депутата от Социально-христианской партии в своей родной Куэнке в 1986 году. После избрания консервативного Сиксто Дюран-Бальена президентом в 1992 году Росалия Артеага была назначена министром образования, однако покинула свой пост в знак протеста против продвижения правительством закона о религиозном обучении в государственных школах.
Создала левоцентристскую партию Независимое движение за подлинную республику и стала вице-президентом в тандеме с президентом-популистом Абдалой Букарамом. Однако и с ним у неё возникли существенные трения и противоречия. 6 февраля 1997 года Букарам был подвергнут импичменту с формулировкой «за умственную неспособность управлять страной». Это событие стало известно как «ночь трёх президентов» — поскольку и Артеага, и Букарам, и спикер Национального конгресса Фабиан Аларкон считали себя легитимными главами Эквадора; однако по конституции, таковой являлась лишь Артеага, что было подтверждено после отставки Аларкона 9 февраля.
Впрочем, уже 11 февраля 1997 года при поддержке Конгресса США и армии президентом был объявлен Фабиан Аларкон. Подала в отставку в марте 1998 года. Артеага участвовала в президентских выборах 1998 года, но проиграла, набрав 3 % голосов, и ушла из политики.
Состоит членом редколлегии энциклопедии «Британника».
Мать четверых детей, второй из которых умер от осложнений синдрома Дауна (одна из её книг посвящена умершему сыну).
Она продолжает получать пожизненную пенсию от правительства Эквадора в размере 48690 долларов в год.